# Zwangsarbeitslager Krieglach

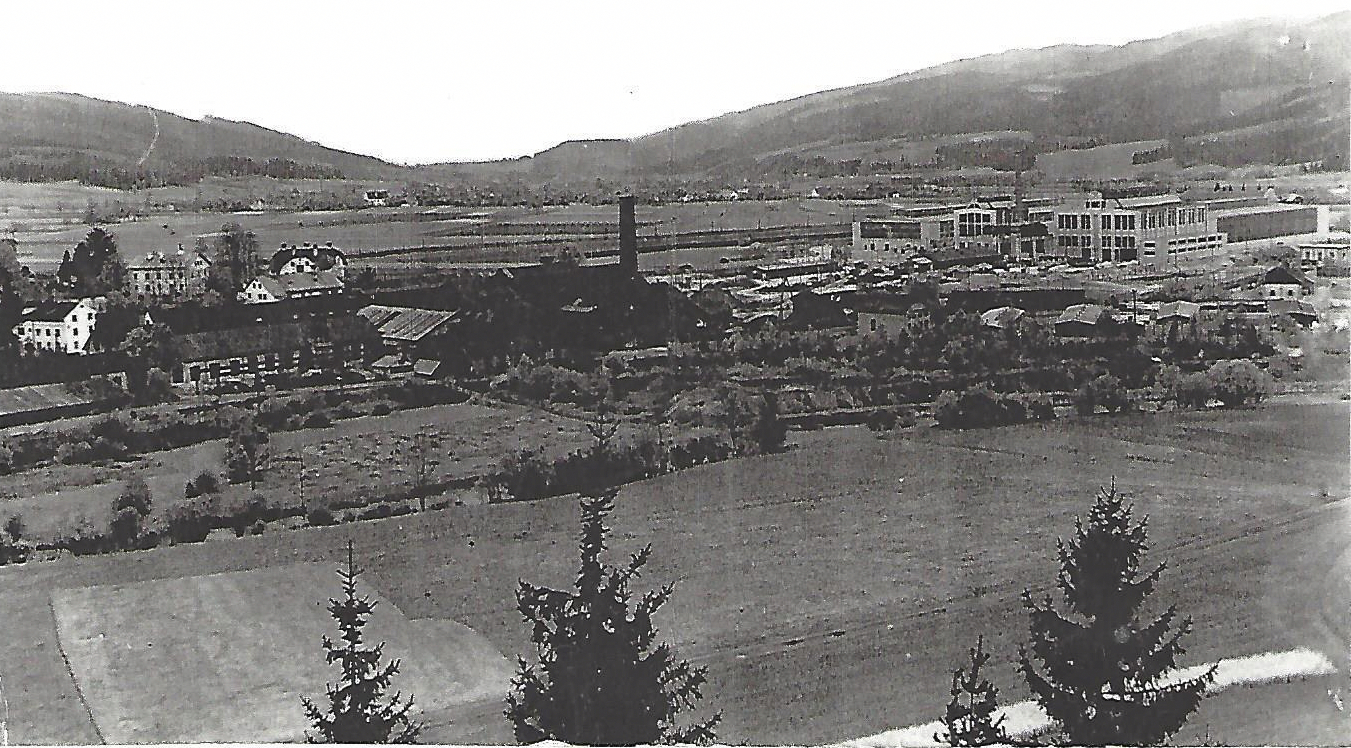
Nordostansicht des Lagers und des Gesenkschmiedewerks (1943)

Das Zwangsarbeitslager Krieglach war ein Kriegsgefangenenlager in der Marktgemeinde Krieglach im Bezirk Bruck-Mürzzuschlag in der Steiermark.

## Geschichte
Das Zwangsarbeiterlager wurde 1939/1940 errichtet. Es diente der Unterbringung von Arbeitern der Rüstungsfabrik der Eisenwerke AG Krieglach, die den Reichswerken Hermann Göring gehörte, in Holzbaracken und war bis unmittelbar vor Kriegsende in Betrieb. Am 7. und 8. Mai 1945 flohen die deutschen Führungskräfte des Werks aus Krieglach in den Westen und versuchten, ihre Spuren in den letzten Tagen des Zweiten Weltkriegs zu verwischen, indem sie alle Archive des Werks vernichteten. Das Lager wurde am 8. Mai 1945 von alliierten Truppen befreit. Heute finden sich in der Gegend keine Spuren mehr die auf die Existenz des ehemaligen Lagers hinweisen.
Ein militärisch organisierter Sicherheitsdienst bewachte das Werk und die Umgebung. Im Lager galten sehr strenge Verhaltensregeln, mit Körperstrafen und zeitweiliger Einweisung in ein Arbeitserziehungslager als vorgesehenen Strafen. Für den Aufenthalt der Häftlinge im Raum Krieglach wurden Häftlingsdokumente ausgestellt.
Die Lagerinsassen wurden von einer Zentralküche verpflegt, mit Kartoffeln und Rüben als Hauptnahrungsmitteln.

## Häftlinge
Das Lager beherbergte belgische und französische Kriegsgefangene ab 1940, Sowjets ab 1941, Italiener ab 1943 und Griechen ab 1944. Die Hauptarbeitsbereiche der Kriegsgefangenen und Zwangsarbeiter waren die Werkshallen, die Werksbahn, Hilfsarbeiten im Gesenkschmiedebetrieb und der Bau der Luftschutzstollen. Das Werk fertigte Teile für die Panzer "Königstiger" und "Jagdtiger".

### Griechische Häftlinge
Ein Beispiel für die Route, über die Gefangene in das Lager transportiert wurden, ist Paralio Astros – Nafplion – Korinth – Haidari – Bulgarien – Serbien – Ungarn – Wien – Graz – Krieglach.
Die Namen von 118 peloponnesischen Gefangenen sind überliefert, einige von ihnen starben während ihrer Gefangenschaft im Lager. Es sind schriftliche Tagebücher erhalten, die die Erlebnisse der Gefangenen während des Transports und der Gefangenschaft im Lager sowie ihre Rückkehr aus Krieglach nach der deutschen Niederlage dokumentieren.